# 岩手盛岡仙鶴
岩手盛岡仙鶴（日語：いわてグルージャ盛岡）是一家位於日本岩手縣盛岡市的足球俱樂部，成立於2004年，2022年成功贏得聯賽晉級資格，目前屬於日本足球聯賽(JFL)。

## 歷史
岩手盛岡仙鶴的前身是成立於2000年的盛岡Villanova（ヴィラノーバ盛岡），由一群盛岡商業高等學校及盛岡中央高等學校的畢業生所組成。2003年，Villanova改組並更名為盛岡仙鶴，並以「升上J聯盟」為目標。在新的組織之下，岩手盛岡仙鶴邀請了曾參加過千葉市原及大分三神的武藤真一來擔任球隊總教練兼選手；2004年，首先拿下東北社會人聯盟乙組冠軍而升到該聯盟甲組；2005年，與TDK足球會並列甲組第一，但在2005年底，岩手盛岡仙鶴卻傳出財務危機，跳票金額高達1000萬日圓；2006年，新的管理階層上任，同時總教練更換為吉田暢。

## 名稱由來
過去此地屬盛岡藩，藩主南部氏的家紋即為「向鶴」，故以西班牙語的Grulla（鶴）為名。

## 外部連結
- 盛岡仙鶴官方網站 （页面存档备份，存于） （日語）